# Домарат Кобилянський
Домарат із Кобилян, Кобилянський гербу Ґжимала (нар. бл. 1380 — пом. 1438) — військовий і державний діяч Королівства Польського, каштелян бецький (1410—1433), войніцький (1433—1435) і люблінський (1435—1438), надвірний маршалок короля Владислава Яґайла (1427—1428, 1430); староста люблінський (1415—1417), конінський (1423—1424), завихостський (1424—1438).

## Життєпис
Народився Домарат близько 1380 року в сім'ї малопольського шляхтича Якуша Чтана з Кобилян та його дружини Кахни (Катажини). Був наймолодшим сином, мав старших братів Януша, Прецлава та Якуба. Був двоюрідним онуком архієпископа Ґнєзненського та канцлера краківського Януша Сухивілька, який був рідним братом Чтана Сухивілька зі Стшельців, батька Якуша Чтана.
Вперше згадується в документі 1385 року, яким королева Ядвіґа підтвердила йому та братам з матір'ю право на батькову спадщину.
1408 року Домарат із Кобилян, разом з іншими видатними польськими лицарями, бере участь як лицарський гість у поході до Боснії короля Угорщини Сигізмунда Люксембурга.
Кобилянський був учасником Великої війни 1409—1411 років між Королівством Польським та Тевтонським орденом. Він згадується серед дев'яти найвідоміших лицарів передхоругвених (першого ряду) першої великої хоругви Краківської землі під керівництвом Зиндрама з Машковиців. Під час Грюнвальдської битви, коли через напружений бій прапор хоругви вислизнув з рук прапороносця й упав, Домарат із Кобилян був серед тих, хто підхопили його та повернули на місце. Під час облоги Мальборка вони разом із Добєславом із Олешьніци першими спробували вдертися до замку через пролом у замковій стіні, проте не здобувши належної підтримки, не досягнули успіху й відступили. Також, Домарат був учасником битви під Короновим, а 9 грудня 1410 року біля міста Нешави було підписано перемир'я, свідком якого він виступає як Бецький каштелян. Очевидно, цю посаду він отримав як нагороду за військові заслуги, перебував на ній до середини літа 1433 року.
Звідтоді Кобилянський був тісно пов'язаний з королівським двором, виступав свідком чи гарантом великої кількості королівських документів. Як каштелян бецький був гарантом Любовнянського миру 15 березня 1412 року між польським королем і королем Угорщини, Богемії й маркграфом Бранденбузьким Сигізмундом Люксембургом. Цього ж року король Сигізмунд запросив Ягайла відвідати Угорщину. Під час поїздки польського короля супроводжували 1500 лицарів переважно із Прикарпаття, серед яких були й брати Якуб і Домарат Кобилянські. Привітати переможця Грюнвальдської битви з'їхалися представники 17 європейських держав. На честь Ягайла в Буді був влаштований лицарський турнір, в якому перемогу здобув Домарат із Кобилян.
Був учасником з'їзду в Городлі та свідком акту Городельської унії. Зокрема, приймав до гербу Ґжимала литовського боярина Яна Римвідовича. Був старостою люблінським з кінця 1415 до літа 1417 року.
Неодноразово Домарат Кобилянський був свідком документів, які стосувалися руських земель. Так наприклад, він засвідчив королівські привілеї для міста Львова від 1415, 1422 років. 31 жовтня 1432 р. був свідком надання Владиславом Яґайлом мешканцям Луцької землі німецького права.
Був гарантом польсько-данського мирного договору 15 липня 1419 року. На початку травня 1420 року Домарат із Кобилян був на зустрічі в Ковалі з неофіційною чеською місією на чолі з Вернером із Ранкова, який запропонував Яґайлу чеську корону.
Домарат Кобилянський протягом 1422—1423 років був старостою конінським. Виступив гарантом Мельнського миру 27 вересня 1422 року, Брестського миру 31 грудня 1435 року, Кежмарокського миру в березні 1423 року. Протягом 1423—1433 років входив до придворного угруповання, яким керували брати Ян і Пйотр Шафранці. Починаючи від 1424 року за численні заслуги він отримував від короля привілеї на різні суми під заставу міста Завіхоста та місцевого замку з війтівством і перевозом через Віслу, а також з селами Собутка й Янішув, зокрема, 1428 року отримав 1100 гривень. До кінця життя був Завихостським старостою.
Під час травневого з'їзду в Ленчиці 1426 року було вислане посольство до великого князя литовського Вітовта, до якого увійшов Домарат Кобилянський. 1427 року став маршалком надвірним, цей уряд з перервами обіймав до 1430 року. Як особа, що належала до близького оточення короля, Кобилянський протягом 1428—1434 років часто супроводжував монарха під час його поїздок по Польському королівству.
На Сандомирському з'їзді в лютому 1431 року королева Софія Гольшанська звинуватила в наклепі щодо своєї подружньої невірності Яна Страша з Бялачова. На початку квітня відбувся королівський суд, на якому асесором був Домарат Кобилянський. Після судового засідання Страша ув'язнили в Сандомирі. Домарат був гарантом дворічного перемир'я, укладеного 1 вересня 1431 року (до 24 червня 1433 року) в Старому Чорторийську між великим князем литовським Свидригайлом та польським королем. Наприкінці 1433 року він став каштеляном войніцьким, був ним до кінця березня 1435 року.
Під час березневого з'їзду у Вішьлиці 27 березня 1435 року Домарат із Кобилян отримав посаду Люблінського каштеляна, був ним до кінця життя. Став гарантом Брестського миру 1435 року з тевтонським лицарями.
Помер Домарат із Кобилян наприкінці 1438 року. Король Владислав Варненчик записав 17 грудня 1438 року Домаратові, синові померлого каштеляна люблінського, 120 гривень на замку завихостському з селами в обмін на дві шуби й один кожух «торлоп», а також, за його заслуги в останньому військовому поході.

## Маєтності
Документом від 1 грудня 1385 року королева Ядвіга підтвердила синам Якуша Чтана, здійснений 1377 року поділ маєтків батька, до яких відносилися: Кобиляни, Заґуже, Ленки Дукельські, Дукля, Івла, Драґанова, Глойсце, Маковиська, Садкі, Ліщина, Сулістрова.
1408 року Домарат Кобилянський продав за 300 гривень Вєрнкові з Ґабоня села Маковиська та Драґанова. 1434 року король Владислав Яґайло записав йому 150 гривень під заставу села Трускавець.

## Сім'я

Ян Матейко Битва під Грюнвальдом (1878)

Домарат Кобилянський був одружений із Ядвіґою, донькою краківського міщанина Вінка. Мали 2 синів і 2 доньок:
- Домарат із Кобилян і Мєхоціна[pl], згадується протягом 1435—1476 років;
- Якуб Домарат із Мєхоціна та Каймова[pl] (пом. після 1476);
- Катажина (пом. бл. 1461) — дружина Яна з Хобжанів гербу Равич;
- Навойка (пом. 1462) — дружина Станіслава Кота.

Сином каштеляна біг бути також Станіслав із Кобилян гербу Ґжимала, який був свідком при виведенні зі шляхетства у Радошицях 1425 року.
Онук Домарата й Ядвіґи, Марцін із Кобилян в середині XV століття навчався в Академії Краківській.

## У культурі

Завіша Чорний і Домарат із Кобилян (праворуч). Фрагмент картини Яна Матейка «Битва під Грюнвальдом».

Домарат Кобилянський є одним із персонажів роману Генрика Сенкевича «Хрестоносці» та історичної повісті Юзефа Іґнація Крашевського «Хрестоносці 1410».
|  | Побачивши смерть свого проводиря, люди з Остероди тривожно закричали, але Лис кинувся на них, як орел на журавлів, а коли Сташко з Харбимовиць і Домарат з Кобилян прискочили йому на допомогу, вони втрьох стали їх так страшно лущити, як ведмеді лущать стручки молодого гороху |

Домарат із Кобилян зображений у правій частині картини Яна Матейка «Битва під Грюнвальдом» (1878) як бородатий лицар у шоломі.